# Afşin
Afşin (gesprochen Afschin) ist eine Stadtgemeinde (Belediye) im gleichnamigen Ilçe (Landkreis) der Provinz Kahramanmaraş in der türkischen Mittelmeerregion und gleichzeitig ein Stadtbezirk der 2012 gebildeten Büyükşehir belediyesi Kahramanmaraş (Großstadtgemeinde/Metropolprovinz). Seit der Gebietsreform 2013 ist die Gemeinde flächen- und einwohnermäßig identisch mit dem Landkreis.
Der Landkreis liegt im Norden der Provinz/Büyükşehir und grenzt intern im Süden und Westen an Göksun sowie im Osten an Elbistan. Externe Grenzen bestehen zur Provinz Sivas im Norden und zur Provinz Kayseri im Nordwesten. Die Bevölkerungsdichte (53,9) liegt unter dem Provinzdurchschnitt (80,5 Einw. je km²).

## Bevölkerung
Das Einkommen der Bevölkerung wird hauptsächlich durch die Landwirtschaft und die sich in den letzten Jahren langsam entwickelnden Industrie erwirtschaftet. Im Çoğulhan Mah. befindet sich mit dem Komplex Afşin-Elbistan das größte Wärmekraftwerk der Türkei. In diesem Mahalle wurde auch eine ertragreiche Kupfermine entdeckt.
Die Einwohnerzahlen der Stadt sinken seit 2008 wieder, bis Ende 2020 nahm sie um etwa sieben Prozent ab.
Afşin ist eine alte Stadt mit mehreren ethnischen Gruppen, dazu gehören Türken, Kurden wie auch Armenier und Tscherkessen.
Der Landkreis Afşin hat viele der Aşık oder auch Ozan genannten Volksdichter hervorgebracht. Die Berühmtesten sind Aşık Mahzuni Şerif, Aşık Mahrumi (Rahmi Kaya), Aladeli (Haydar Kaya) aus dem Dorf Berçenek, Aşık Yener (Hacı Yener) aus Tanır, Aşık Maksudi (Osman Dağlı) aus dem Dorf Arıtaş, Aşık Kul Hasan (Hasan Gören) aus dem Dorf Emirilyas sowie Aşık Meçhuli, Perișan Güzel aus dem Dorf Kaşanlı und Ismail Ipek, Perişan Ali aus dem Dorf Örenli.

## Geschichte
Die Geschichte der Region reicht bis 3000 v. Chr. Der alte Name Afşins war Arabissos. Später hieß der Ort auch Efsus/Efesus und Yarpuz. Seit 1944 heißt er Afşin.
Durch die Zeiten hindurch herrschten in Afşin die Hethiter, Assyrer, Perser, Makedonen, Römer, Byzantiner und zwischendurch die Araber. Aus Arabissos sind auch aramäische Inschriften überliefert. Der oströmische Kaiser Maurikios wurde 539 in Arabissos geboren. Im Juli 629 trafen sich Kaiser Herakleios und der persische General und spätere Großkönig Schahrbaraz in Arabissos. Mitte des 7. Jahrhunderts wurde Arabissos durch die Araber im Zuge der islamischen Expansion zerstört. Nach 1071 herrschten die Seldschuken über Afşin. Von 1522 bis 1922 gehörte Afşin zum Osmanischen Reich.
Der Landkreis wurde im September 1944 durch Ausgliederung aus dem Landkreis Elbistan gebildet (Gesetz Nr. 4642) und hatte zur Volkszählung 1945 25.770 Einwohner in 45 Dörfern sowie 4.205 im Verwaltungssitz Afşin, das seit 1910 eine Stadtgemeinde (Belediye) ist. Das Stadtlogo weist neben dieser Jahreszahl noch die Ortsbezeichnung Efsus auf.

## Verwaltung
(Bis) Ende 2012 bestand der Landkreis neben der Kreisstadt aus zehn Stadtgemeinden (Belediye) Alemdar, Altınelma, Arıtaş, Bakraç, Büyüktatlı, Çobanbeyli, Çoğulhan, Dağlıca, Esence und Tanır sowie 46 Dörfern (Köy) in zwei Bucaks, die während der Verwaltungsreform 2013 in Mahalle (Stadtviertel/Ortsteile) überführt wurden. Die zehn bestehenden Mahalle der Kreisstadt blieben erhalten, während die Mahalle der zehn Belediye vereint und zu je einem Mahalle reduziert wurden. Durch Herabstufung dieser Belediye und der Dörfer zu Mahalle stieg deren Zahl auf 66 an. Ihnen steht ein Muhtar als oberster Beamter vor.
Ende 2020 lebten durchschnittlich 1.227 Menschen in jedem der Mahalle, 8.103 Einw. im bevölkerungsreichsten (Efsus Turan).

## Sehenswürdigkeiten
Im Ort Tanır wurde 2009 am Ufer des Hurman Çayı die späthethitische Felsinschrift von Tanır aus dem 9. oder 8. Jahrhundert v. Chr. entdeckt. Etwa 25 Kilometer nördlich der Stadt liegt über dem Hurman Çayı die ursprünglich byzantinische Festung Hurman Kalesi. Etwa fünf Kilometer westlich der Stadt liegt die Eshab-i-Keyf-Külliye, ein Komplex aus Festung, Moschee und Karawanserei. Sie nimmt als einer von mehreren Orten in der Türkei für sich in Anspruch, der Ort der Höhle der Sieben Schläfer zu sein.